# Volodymyr Polikarpenko
Volodymyr Volodymyrovyč Polikarpenko (in ucraino Володимир Володимирович Полікарпенко?; Zaporižžja, 9 giugno 1972) è un triatleta ucraino.

## Carriera
Ha vinto la medaglia di bronzo ai campionati europei di Velden nel 1998. È stato tra i migliori triatleti europei e internazionali nel decennio che va dal 1997 al 2007.

### Gli anni '90
Nel 1997 partecipa a quattro gare di coppa del mondo. Tra queste va citato un importante podio conseguito nella gara di Cancun, alle spalle del neozelandese Hamish Carter e del kazako Dmitriy Gaag. Nella gara di Tiszaujvaros si classifica 11º, mentre ad Auckland arriva soltanto 20º assoluto. Infine, nella gara di Ishigaki non vaoltre un 22º posto. Ai [[Campionati del mondo di triathlon del 1997
mondiali di Perth]], vinti dall'australiano Chris McCormack, si classifica al 24º posto.
Nel 1998 si classifica 3º agli europei di Velden con un tempo di 1:51:10, dietro al neocampione, il britannico Andrew Johns (1:51:09), e allo svizzero Jean-Christophe Guinchard (1:51:09). Nello stesso anno si classifica 7º a Tiszaujvaros e 9° a Cancun. Ai mondiali di Losanna giunge 25º al traguardo.
L'anno successivo non va oltre un 10º posto agli europei di Funchal, vinti dallo svizzero Reto Hug. In coppa del mondo riesce ad aggiudicarsi la gara di Cancun, davanti al campione spagnolo Iván Raña e al kazako Dmitriy Gaag, e arriva 3º assoluto a Tiszaujvaros, preceduto sul traguardo da Hamish Carter e dall'altro neozelandese Shane Reed. A Sydney si classifica 14º, mentre a Gamagori ottiene un deludente 39º posto. Ai mondiali di Montreal, vinti da Gaag, giunge 15º al traguardo.

### Dal 2000 in poi
Nel 2000 consegue un importante 3º posto assoluto nella gara di coppa del mondo di Sydney, prossima ad ospitare le Olimpiadi, alle spalle dell'australiano Peter Robertson e del tedesco Stefan Vuckovic. Nella gara di Tiszaujvaros si classifica 5º. Agli europei di Stein, vinti nuovamente dal britannico Johns, si classifica 10º, mentre ai mondiali di Perth, vinti dal francese Olivier Marceau, arriva 18º al traguardo. Partecipa alle prime olimpiadi di triathlon, classificandosi al 15º posto assoluto.
Nel 2001 partecipa ai mondiali di Edmonton, vinti dall'australiano Robertson, piazzandosi al 42º posto. Nello stesso anno arriva 4º a Tiszaujvaros e 22° a Rennes.
Il 2002 è un anno pieno di soddisfazioni per Volodymyr, poiché va due volte a podio in gare di coppa del mondo (2° a Tiszaujvaros e 3° a Nizza), arriva 4º ad Amburgo e ai mondiali di Cancun, vinti dallo spagnolo Raña, si classifica 5º assoluto.
Il 2003 è un anno di grazie nelle gare di coppa del mondo. Vince rispettivamente a Tiszaujvaros, a Rio de Janeiro e a Cancun. Si classifica 2º assoluto a St. Anthonys - alle spalle del britannico Tim Don - a Madrid - dietro all'americano Hunter Kemper - e a Nizza - alle spalle di Frank Bignet. Nella gara di Atene non va oltre un 7º posto assoluto, ad Amburgo è 11° e a Madeira 21°.
Nel 2004 partecipa agli europei di Valencia, vinti dal danese Henning, arrivando 16º al traguardo. Nelle gare di coppa del mondo ottiene un ottimo 2º posto a Madrid, dietro il francese Belaubre e un 3º posto ad Amburgo. Sfiora il podio a Rio de Janeiro (4º al traguardo) e a Cancun (5º assoluto). Ai mondiali di Funchal, vinti dal neozelandese Bevan Docherty, si classifica 34º al traguardo.
Nel 2005 vince la medaglia d'argento nella gara di coppa del mondo di Madrid, arriva 9º sia ad Honolulu che a New Plymouth e 15° a Mazatlan. Ai mondiali di Gamagori si classifica 9º ad un minuto dal podio, composto dall'australiano Robertson, dallo svizzero Hug e dall'altro australiano Brad Kahlefeldt.
Nel 2006 si classifica tra i primi dieci a tutte le gare di coppa del mondo cui prende parte. In particolare vince ad Aqaba, si classifica 3º assoluto a Cancun e a Doha, è 6° a New Plymouthe 8° a Pechino, mentre arriva 10º a Madrid. Ai mondiali di Losanna arriva 5º, nonostante il terzo parziale nella frazione finale, complice una frazione ciclistica selettiva.
Nel 2007 ottiene due ottimi secondi posti nelle gare di coppa del mondo di Eilat e di Richards Bay. Sale sul gradino più basso del podio a Cancun. Sfiora il podio a Tiszaujvaros (4°) e a Rodi (5°), mentre a Kitzbuhel è 8°.
Il 2008 è l'anno delle olimpiadi di Pechino che non lo vedono tra i protagonisti assoluti. Si classifica 11° a Richards Bay e 34° a Kitzbuhel.
Nel 2009 è 6° a Tiszaujvaros word cup.

### Le Olimpiadi
Sydney 2000: Le prime olimpiadi vedono Volodymyr Polikarpenko tra i migliori 20 atleti del circus. Volodymyr termina la seconda frazione, quella ciclistica, con il primo gruppo inseguitore dei due fuggitivi. Con il 13° nella frazione podistica, Volodymyr si classifica al 15º posto finale.
Atene 2004: Volodymyr partecipa alla sua seconda olimpiade con delle buone aspettative, considerati i risultati conseguiti a livello internazionale. La gara sarà più dura del previsto, la selezione vera viene fatta nel percorso in bicicletta da quelli che saranno, poi, i triatleti che andranno a podio (Carter, Docherty e Riederer). Volodymyr resterà pesantemente rimasto attardato nella seconda frazione non andrà oltre ad un 30º posto, pagando più del previsto la durezza del percorso.
Pechino 2008: La gara vede l'arrivo in zona cambio del lussemburghese Dirk Bockel e del belga Axel Zeebroek con quasi un minuto su tutto il gruppo dei partecipanti. Volodymyr, conclusa la frazione ciclistica, correrà gli ultimi 10 km con un tempo di 34:32, arrivando 35º al traguardo. La gara viene vinta dal tedesco Frodeno sul rettilineo finale davanti al redivivo Whitfield e a Docherty.

### Le vittorie in Italia
Volodymyr Polikarpenko ha partecipato dal 2001 a molte gare di triathlon organizzate in Italia.
Ha vinto in particolare le seguenti competizioni su distanza olimpica:
- OLIMPICO: Triathlon internazionale Città di Bardolino - 2001, 2002, 2003, 2004, 2005, 2006
- OLIMPICO: Triathlon del Mediterraneo (Mondello) - 2002
- OLIMPICO: Triathlon IronLiguria - 2002
- OLIMPICO: Triathlon di Pietra Ligure - 2002, 2010
- OLIMPICO: Triathlon di Milano - 2003, 2004, 2005, 2006
- OLIMPICO: Triathlon di Gaggiano - 2008
- OLIMPICO: Triathlon di Caldaro, - 2009
- OLIMPICO: Triathlon di Ivrea - 2011

Ha vinto, inoltre, le seguenti competizioni su distanza sprint:
- SPRINT: Triathlon di Imperia - 2002
- SPRINT: Triathlon di Carpi - 2002, 2003
- SPRINT: Triathlon di Andora - 2005, 2006, 2007, 2009
- SPRINT: Triathlon di Mondovì - 2006, 2008
- SPRINT: Triathlon di Cuneo - 2006, 2007, 2008, 2009
- SPRINT: Triathlon di Fumane - 2008
- SPRINT: Triathlon di Alessandria - 2009
- SPRINT: Triathlon di Torino - 2009
- SPRINT: Triathlon di Cremona - 2009
- SPRINT: Triathlon di Fossano - 2010
- SPRINT: Triathlon di Sommariva Perno - 2010
- SPRINT: Triathlon di Fossano - 2011

Vittorie su distanza media/ 70,3
- MEDIO (70.3) : Triathlon di Pettenasco - 2011

Si è, infine, aggiudicato anche una gara di duathlon:
- DUATHLON: Duathlon della Versilia (Vareggio) - 2002

## Curiosità
- È soprannominato "Poli".
- Vive e si allena in Italia, precisamente a Torino.
- Parla correntemente il russo, l'ucraino, l'inglese e l'italiano.
- Il figlio Sergiy è anche lui un triatleta e un mezzofondista, sotto la guida del pluridecorato Gianni Crepaldi per quanto riguarda l'atletica leggera